# Indigoterie

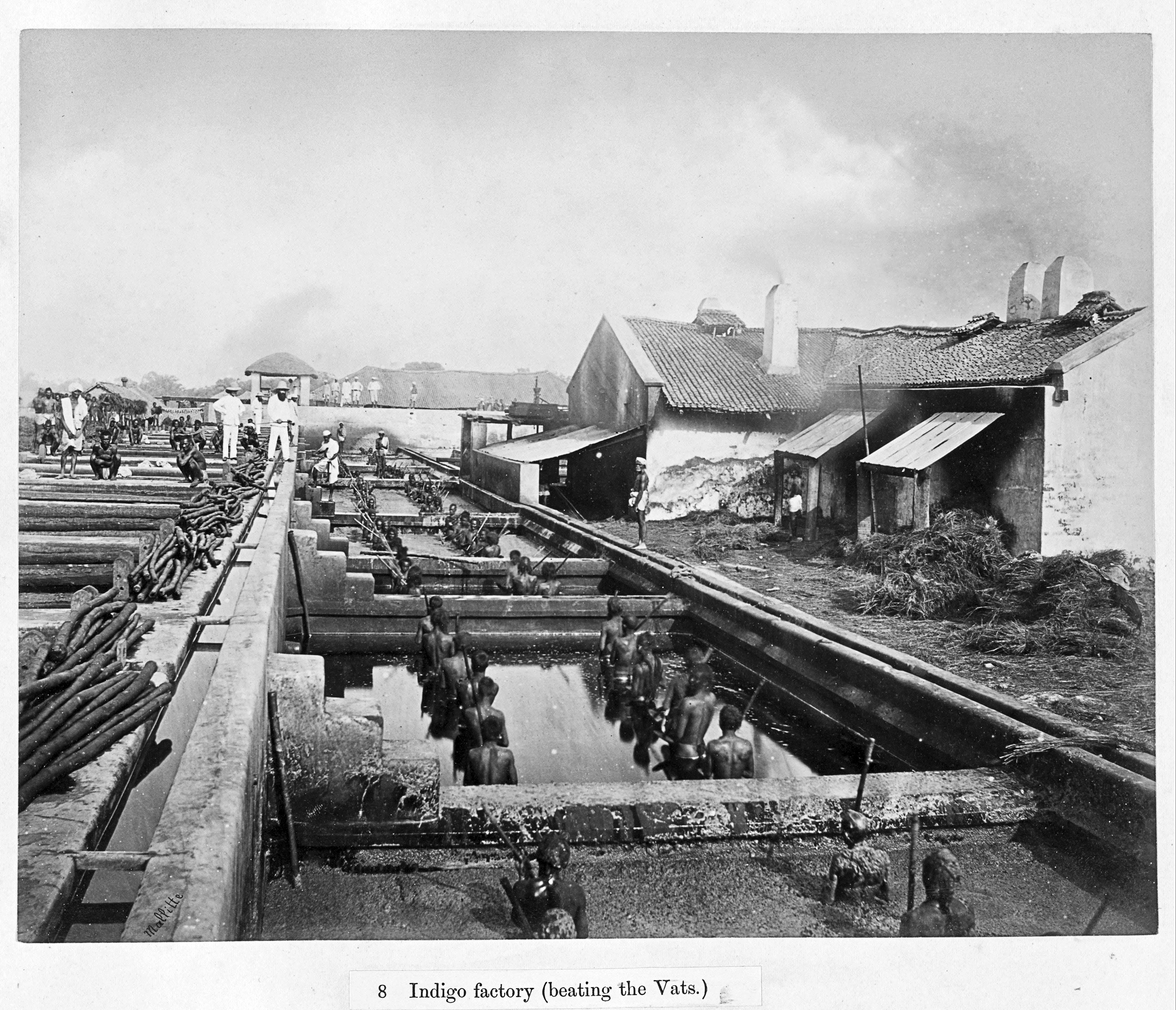
Indigoterie d'Allahabad en Inde en 1877.

Une indigoterie est une installation artisanale où est préparée la teinture bleue d'indigo. Principalement actives en Inde depuis quatre millénaires, les indigoteries se sont développées sous les latitudes tropicales des empires coloniaux à partir du XVIIe siècle.

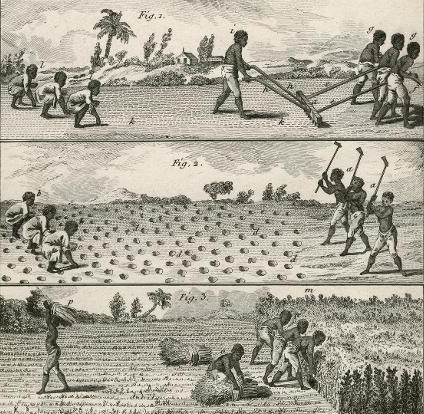
Esclaves cultivant l'indigo dans une plantation coloniale, vers 1770.

## Historique
La culture de l'indigotier est attestée en Inde et au Proche-Orient 2 000 ans avant notre ère. Marco Polo en fait la première mention en Europe à son retour d'Asie au XIIIe siècle.

## Techniques
La préparation de la teinture d'indigo se fait à partir de deux espèces : l’Indigofera tinctoria (asiatique) et l’Indigofera suffruticosa (américain), dont les feuilles sont laissées à macérer dans des cuves de fermentation avant d'être battues pour être oxydées à l'air, puis décantées pour former la pâte tinctoriale.